# Tjålmträsk
Tjålmträsk är område om 3 800 hektar beläget 5 kilometer sydost om Sorsele i Lappland. Området ägdes till 2014 av prospekteringsföretaget Lappland Goldminers, som har funnit guld där.